# Gregor VIII. (Papst)

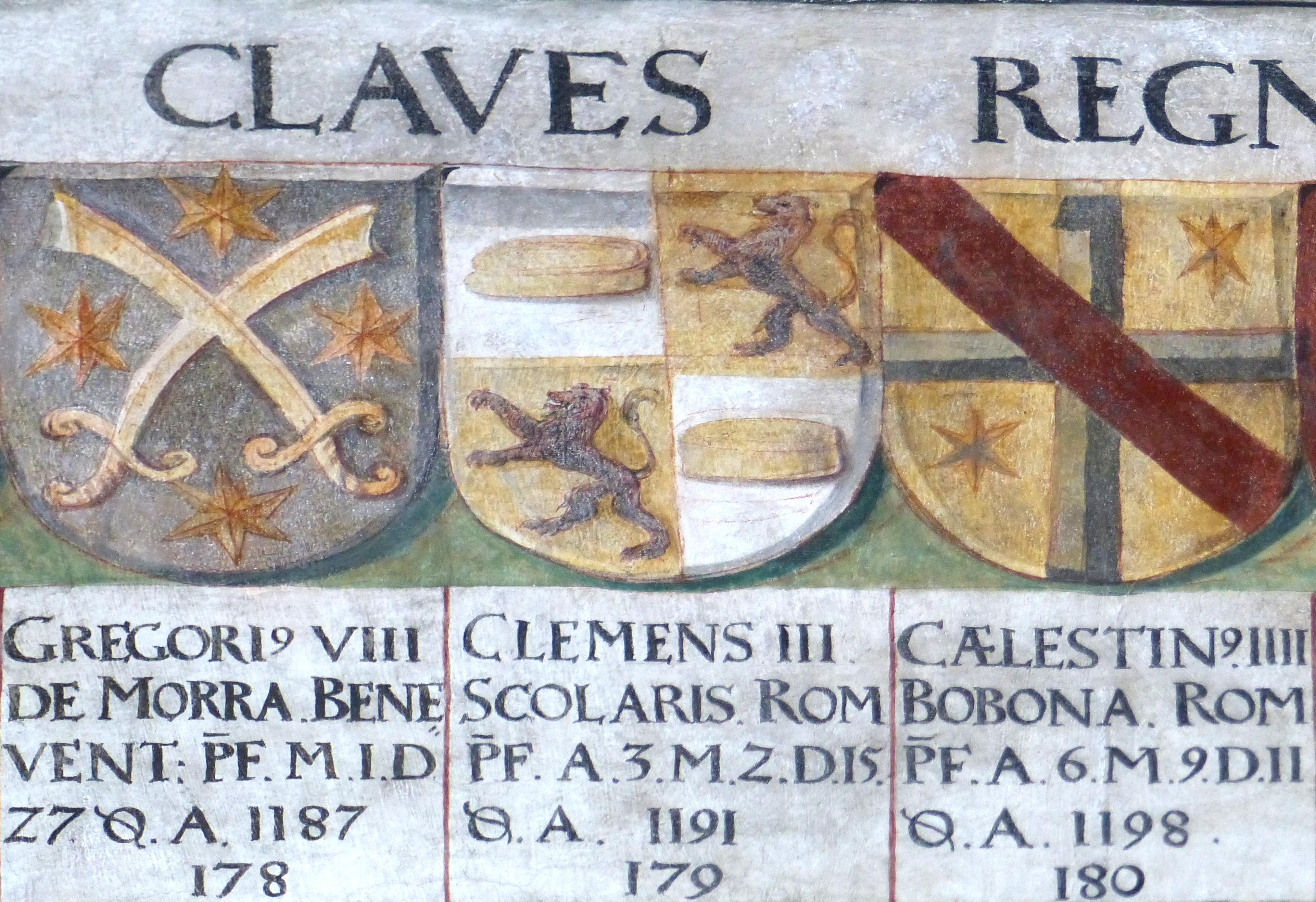
Wappentafel mit Schild von Papst Gregor VIII. (li.) – Schloss Obernzell, Niederbayern

Gregor VIII., ursprünglich Albertus de Morra (* um 1100 (1105–1110?) in Benevento; † 17. Dezember 1187 wahrscheinlich in Pisa), war vom 21. Oktober 1187 an Papst. Man darf ihn nicht mit dem gleichnamigen Gegenpapst (Maurice Bourdin) verwechseln, der von 1118 bis 1121 als Gegenpapst zu den (als regulär gezählten) Päpsten Gelasius II. bzw. Calixt II. amtierte. Er gehörte den Augustiner-Chorherren an.
Am 14. März 1158 nahm ihn Papst Hadrian IV. als Kardinalpriester von San Lorenzo in Lucina in das Kardinalskollegium auf. Von 1178 bis 1187 war er Kanzler der Römischen Kirche und als solcher Datar der päpstlichen Privilegien. Er ist Verfasser der ältesten stilistischen Anweisung für Notare aus dem Umfeld der päpstlichen Kanzlei, in der die Theorie des Cursus als Stilmittel für Papsturkunden entwickelt wurde. 1172 nahm er als päpstlicher Legat am Konzil von Avranches teil, das Heinrich II. von England vom Mord an Thomas Becket freisprach.
Er wurde als Nachfolger von Urban III. am 21. Oktober 1187 in Ferrara gewählt, am 25. Oktober 1187 zum Papst geweiht und starb an Fieber am 17. Dezember desselben Jahres.
Mit der Päpstlichen Bulle Audita tremendi vom 29. Oktober 1187 rief er zum Dritten Kreuzzug auf.
Sein Nachfolger wurde Clemens III.